# 이지순
이지순(李至純, ? ~ 1196년)은 고려 중기의 무신이다. 본관은 경주(慶州) 또는 정선(旌善).

## 생애
1193년(명종 23)에 김사미(金沙彌)와 효심(孝心)이 각각 운문(雲門: 지금의 경상북도 청도)과 초전(草田: 지금의 울산광역시)에서 난을 일으켰을 때, 장군으로서 대장군 전존걸(全存傑)의 지휘 아래 난을 진압하기 위하여 파견되었다.
이 과정에서 대장군 전존걸이 자살하는 사건이 벌어졌는데, 이는 이의민의 아들 이지순이 적과 내통했기 때문으로 추정하고 있다. 그러나 이 시기의 이의민은 이미 무신정권의 최고집정자로서의 위치를 확보하고 있었기 때문에 이의민의 아들이 저항세력과 결탁하려 했다는 것은 쉽게 납득하기 어렵다.
『고려사』이의민 열전에서도 이의민의 아들 이지순의 행동이 비루했다는 점이 강조되었지 이의민과 저항세력을 이어주는 역할은 찾아 볼 수 없다. 다만 진압 책임을 맡았던 대장군 전존걸이 자결함으로써 이의민이 저항세력과 결탁했다는 의구심을 증폭시켰을 개연성은 짐작할 수 있다.
1196년(명종 26)에 최충헌이 정변을 일으켜 이의민을 살해하였다. 이때 이지순은 대장군, 이지광은 장군으로 있었는데, 이 사변을 듣고 가동(家僮)을 인솔하여 노상에서 싸웠으나 최충헌의 세력이 강대해서 승리할 수 없음을 알고 도주하였다. 뒤에 이지영은 최충헌 세력에게 죽임을 당하였다. 최충헌이 왕에게 청하여 지후 한광연(韓光衍)을 경주로 보내서 이의민의 3족을 멸하게 하고, 각 주(州)로 사람을 파견하여 이의민의 노예와 도당을 죽이고 이현필(李賢弼)을 원주(原州)로 귀양보냈다. 이에 이지순과 이지광이 인은관(仁恩館)으로 가서 최충헌에게 목숨을 구걸했으나 결국 죽임을 당하고 말았다.

## 가족 관계
- 아버지 : 이의민(李義旼)
- 동생 : 이지영(李至榮)
- 동생 : 이지광(李至光)

## 이지순이 등장한 작품
- 《무인시대》(KBS, 2003년~2004년, 배우:김홍표)